# Gran media

## Gran Media o Media General
Supongamos que queremos encontrar la media global de un conjunto de datos donde los datos se han dividido en t grupos, donde:
{\displaystyle \ n_{1},n_{2}...n_{i}} son el número de elementos de los grupos.
{\displaystyle {\overline {x}}_{1},{\overline {x}}_{2}...{\overline {x}}_{i}} son las medias de los correspondientes grupos.
La gran media del conjunto total de datos se define como sigue:
Gran media: {\displaystyle {\overline {\overline {x}}}={\frac {n_{1}{\overline {x}}_{1}+n_{2}{\overline {x}}_{2}+...+n_{i}{\overline {x}}_{i}}{n_{1}+n_{2}+...+n_{i}}}={\frac {\sum n_{i}{\overline {x}}_{i}}{\sum n_{i}}}}
Se puede ver la gran media como un caso especial de media ponderada.
- Datos: Q5595264